# Macklin Celebrini
Macklin Celebrini, född 13 juni 2006, är en kanadensisk professionell ishockeyspelare (center) som spelar för San Jose Sharks i National Hockey League (NHL). Han spelade tidigare juniorhockey med Boston University Terriers där han vann Hobey Baker Award och blev den yngste spelaren med den bedriften. Han draftades först totalt av Sharks vid NHL Entry Draft 2024.

## Statistik

### Klubbkarriär
| 2021–22    | Shattuck-Saint Mary's      | Midget AAA | 52 | 50 | 67 | 117 | 44 | 11 | 8 | 12 | 20 | 12 |
| 2022–23    | Chicago Steel              | USHL       | 50 | 46 | 40 | 86  | 62 | 2  | 0 | 0  | 0  | 2  |
| 2023–24    | Boston University Terriers | HE         | 38 | 32 | 32 | 64  | 18 | —  | — | —  | —  | —  |
| 2024–25    | San Jose Sharks            | NHL        | 70 | 25 | 38 | 63  | 28 | —  | — | —  | —  | —  |
| NHL totalt | NHL totalt                 | NHL totalt | 70 | 25 | 38 | 63  | 28 | —  | — | —  | —  | —  |

### Internationellt
| År            | Lag           | Turnering     | Resultat      |    | Matcher | Mål | Assist | Poäng | Utv |
| ------------- | ------------- | ------------- | ------------- | -- | ------- | --- | ------ | ----- | --- |
| 2022          | Canada Black  | U17           | 4:a           | 4  | 1       | 1   | 2      | 0     |     |
| 2023          | Kanada        | U18           | 3             | 7  | 6       | 9   | 15     | 6     |     |
| 2024          | Kanada        | JVM           | 5:a           | 5  | 4       | 4   | 8      | 0     |     |
| 2025          | Kanada        | VM            | 5:a           | 8  | 3       | 3   | 6      | 0     |     |
| Junior totalt | Junior totalt | Junior totalt | Junior totalt | 16 | 11      | 14  | 25     | 6     |     |
| Senior totalt | Senior totalt | Senior totalt | Senior totalt | 8  | 3       | 3   | 6      | 0     |     |